# الدورة 41 للجنة التراث العالمي
الدورة 41 للجنة التراث العالمي هي دورة سنوية للجنة التراث العالمي، نُظِمت في كراكوف في بولندا في الفترة بين 2 يوليو و12 يوليو 2017. قامت اللجنة بإضافة 21 موقعاً جديداً في قائمة اليونسكو للتراث العالمي وهي كالتالي: 18 موقعًا ثقافيًا، 3 مواقع طبيعية، بالإضافة إلى اعتماد اللجنة خمسة تعديلات حدودية لبعض المواقع المدرجة من قبل. بعد هذه الدورة أصبح عدد المواقع المدرجة في قائمة التراث العالمي 1073 موقعًا، وتم في هذه الدورة إدراج مواقع من أنغولا وإريتريا لأول مرة في قائمة التراث العالمي.

## المواقع المدرجة

### المواقع الطبيعية
- متنزه لوس أليرسيس الوطني (الأرجنتين)
- منطقة هو شيل في تشينغهاي (الصين)
- مناظر الدوريا (منغوليا).

### المواقع الثقافية
- منظر الخوماني الثقافي (جنوب أفريقيا).
- الكهوف المزخرفة بفنون العصر الجليدي في شفابن جوار (ألمانيا).
- مبانزا كونغو وآثار عاصمة مملكة الكونغو القديمة (أنغولا).
- موقع رصيف الفالونغو الأثري (البرازيل).
- منطقة معابد سامبور بري كوك موقع أثري في إشانابورا القديمة (كمبوديا).
- قولانغيو، مؤسسة تاريخية دولية (الصين).
- المنشآت الدفاعية لجمهورية البندقية بين القرنين السادس عشر والسابع عشر (إيطاليا - كرواتيا - الجبل الأسود).
- كوجاتا، منطقة زراعية شبه قطبية في جرينلاند (الدنمارك).
- أسمرة، مدينة معاصرة في أفريقيا (إريتريا).
- كاتدرائية ودير الصعود في قرية سفياجسك (الاتحاد الروسي).
- تابوتابواتيا (فرنسا).
- مدينة أحمد آباد التاريخية (الهند).
- مدينة يزد التاريخية (إيران).
- جزيرة أكونوشيما المقدسة والمواقع المرتبطة بمنطقة موناكتا (اليابان).
- الخليل، المدينة القديمة (فلسطين).
- منجم الرصاص والفضة والزنك في تارنوفسكي جوري ونظام إدارة المياه الجوفية (بولندا).
- منطقة البحيرات الإنجليزية (المملكة المتحدة).
- أفروديسياس (تركيا).
- غابات الزان القديمة الكارباتية وغيرها من المناطق في أوروبا (ألبانيا وألمانيا والنمسا وبلجيكا وبلغاريا وكرواتيا وإسبانيا وإيطاليا ورومانيا وسلوفاكيا وسلوفينيا وأوكرانيا).
- مجمع وارلي بنجاري، امتداد لموقع المنتزه الوطني «دبليو» في النيجر (بنين - بوركينا فاسو).
- الباوهاوس والمواقع في فايمار وديساو وبيرناو، امتداد لموقع الباوهاوس والمواقع في فايمار وديساو (ألمانيا).
- جزيرة ستراسبورغ، امتداد لموقع الجزيرة الكبرى ستراسبورغ (فرنسا).

## التعديلات المقررة
- خضع موقع دير غيلاتي في جورجيا إلى تعديل كبير في حدوده، كما تم سحبه من قائمة التراث العالمي المعرض للخطر.
- قررت اللجنة إدراج موقع وسط فيينا الثقافي في النمسا في قائمة التراث العالمي المعرض للخطر، والمدينة القديمة في الخليل في فلسطين في قائمتي التراث العالمي والتراث العالمي المعرض للخطر والتي أصبحت في هذه الدورة تضم 54 موقعًا.
- أقرت اللجنة سحب منتزه سيمين الوطني في إثيوبيا، ومنتزه كوموي الوطني في كوت ديفوار من قائمة التراث المعرض للخطر.[2]